# Zvezni preiskovalni urad
Zvezni preiskovalni urad (angleško Federal Bureau of Investigation, FBI) je zvezna varnostno-policijska organizacija, ki preiskuje zvezne zločine na teritoriju ZDA.
The Federal Bureau of Investigaton ali FBI je bil ustanovljen leta 1908. V dvajsetih in tridesetih letih so se agentje FBI bojevali proti Al Caponeju ter drugim bogatim in vplivnim gangsterjem. Danes FBI raziskuje prekrške zveznih zakonov, ugrabitve, bančne rope, vohunjenje in organizirane zločine.